# Luigi Colombo
Luigi Colombo war ein italienischer Radrennfahrer.
Der gebürtige Mailänder und für die dort ansässige Società Ginnastica Milanese Forza e Coraggio startende Colombo war vor allem im Bahnradsport aktiv. 1895 gewann er die italienische Stehermeisterschaft der Amateure und wurde hinter Gilmore Zweiter der nationalen Sprintmeisterschaft der Amateure. Dieses Ergebnis gelang ihm 1899 noch einmal – diesmal hinter Antonio Restelli.
Bei den Olympischen Spielen 1900 in Paris nahm Colombo für das Königreich Italien an den Radsportwettbewerben teil und schied dabei im Bahnsprint im Vélodrome de Vincennes in der ersten Runde aus. Im 5000-Meter-Punktefahren, das vom Internationalen Olympischen Komitees (IOC) lange Zeit nicht als olympisch angesehen wurde, belegte er den zwölften Rang.
Außerdem war Colombo auch auf der Straße aktiv und gewann unter anderem 1894 das Rennen Florenz–Viareggio.